# 馬兼才
馬兼才（琉球語：／ ；1836年2月8日—1893年12月22日）和名與那原親方良傑（琉球語：〔〕／ ），琉球第二尚氏王朝末期政治家、外交官。
馬兼才出生在馬氏與那原殿內家族，其父為三司官馬朝棟（與那原親方良恭）。1850年曾作為上江戶使團的樂童子出使日本。1871年，為請禁西洋人搭駕風帆船來到琉球之事，馬兼才作為使者出使薩摩藩。
1872年，日本宣佈在琉球設置琉球藩。翌年，應日本的要求，琉球派遣使者慶賀年頭和天長節（天皇的生日）。尚泰王本來指定派遣東國興（津波古親方政正）出任年頭使，但由於馬兼才多次出使日本，而且精通日語、擅長於外交，遂改命馬兼才為使者。1875年，因日本禁止琉球向中國朝貢，馬兼才與度支官向德宏（幸地親雲上朝常）、御鎖官向維新（喜屋武親雲上朝扶）、日帳主取向嘉勳（内間親雲上朝直）、度支官吟味役翁逢源（親泊親雲上盛英），隨三司官毛有斐（池城親方安規）出使日本。
1877年，毛有斐（池城親方安規）在東京逝世，馬兼才續其三司官之職。他積極同西方國家駐日本公使交涉。黃遵憲任中國駐日本參贊時，途經神戶，馬兼才曾秘密潛入其所乘船中，要求他與日本交涉。
1879年，日本吞併琉球，設置沖繩縣。尚泰王被遷往東京居住，馬兼才則擔任尚家的家令，掌管尚家的一切事務。他在也積極與向居謙（浦添親方朝昭）、毛鳳來（富川親方盛奎）、向德宏（幸地親雲上朝常）聯繫，為恢復琉球藩而努力。
1884年，尚泰的次子尚寅元服，馬兼才成為尚寅的烏帽子親。兩年後，又成為尚泰第四子尚順的烏帽子親。後來因病辭去尚家家令之職，並回到沖繩。

## 腳註
1. ↑  《尚泰侯實錄》 （页面存档备份，存于），221頁。
2. ↑  《尚泰侯實錄》，222頁